# Erebia bonellii
Erebia bonellii är en fjärilsart som beskrevs av Jacob Hübner 1827. Erebia bonellii ingår i släktet Erebia och familjen praktfjärilar. Inga underarter finns listade i Catalogue of Life.